# Rhynchosia aurea
Rhynchosia aurea là một loài thực vật có hoa trong họ Đậu. Loài này được (Willd.) DC. miêu tả khoa học đầu tiên.